# Утьма (село)
Утьма — село в Тевризском районе Омской области России. Административный центр Утьминского сельского поселения.

## История
Основано в 1805 году. В 1928 году состояло из 168 хозяйств, основное население — русские. Центр Утьминского сельсовета Тевризского района Тарского округа Сибирского края.

## Население
| 1926 | 2010 |
| ---- | ---- |
| 783  | ↘473 |